# Heartwell
Heartwell és una població dels Estats Units a l'estat de Nebraska. Segons el cens del 2000 tenia 80 habitants.

## Demografia
Segons el cens del 2000, Heartwell tenia 80 habitants, 31 habitatges, i 23 famílies. La densitat de població era de 386,1 habitants per km².
Dels 31 habitatges en un 38,7% hi vivien nens de menys de 18 anys, en un 64,5% hi vivien parelles casades, en un 6,5% dones solteres, i en un 22,6% no eren unitats familiars. En el 22,6% dels habitatges hi vivien persones soles el 12,9% de les quals corresponia a persones de 65 anys o més que vivien soles. El nombre mitjà de persones vivint en cada habitatge era de 2,58 i el nombre mitjà de persones que vivien en cada família era de 3.
Per edats la població es repartia de la següent manera: un 28,8% tenia menys de 18 anys, un 10% entre 18 i 24, un 32,5% entre 25 i 44, un 20% de 45 a 60 i un 8,8% 65 anys o més.
L'edat mediana era de 30 anys. Per cada 100 dones de 18 o més anys hi havia 96,6 homes.
La renda mediana per habitatge era de 35.417 $ i la renda mediana per família de 41.250 $. Els homes tenien una renda mediana de 27.250 $ mentre que les dones 17.708 $. La renda per capita de la població era de 16.387 $. Cap de les famílies estaven per davall del llindar de pobresa.

## Poblacions més properes
El següent diagrama mostra les poblacions més properes.